# スターもびっくり ものまね大行進
『スターもびっくり ものまね大行進』（スターもびっくりものまねだいこうしん）は、1967年6月15日から1968年3月29日まで日本テレビ系列局で放送されていた読売テレビ製作の歌謡バラエティ番組である。久光製薬の一社提供。全42回。新聞のテレビ欄では「ものまね大行進」と表記されることが多かった。

## 概要
毎回一般からの参加者6人が出場し、当時人気を博していた芸能人のものまねで競いあっていた視聴者参加型番組である。司会は漫画トリオの3人が務めていた。出場者たちの勝敗は、レギュラー審査員の中田ダイマル・ラケットと会場で募った一般審査員18人の計20人による審査で決められていた。

## 放送時間
いずれも日本標準時。
- 木曜 19:00 - 19:30 （1967年6月8日 - 1967年9月28日）
- 金曜 19:00 - 19:30 （1967年10月6日 - 1968年3月29日）

## 放送リスト
| 回     | 放送日   | サブタイトル                   | 備考                        |
| 1967年 | 1967年   | 1967年                         | 1967年                      |
| ------ | -------- | ------------------------------ | --------------------------- |
| 1      | 6月8日   | 西郷輝彦の巻                   |                             |
| 2      | 6月15日  | 美樹克彦の巻                   |                             |
| 3      | 6月22日  | 島倉千代子の巻                 |                             |
| 4      | 6月29日  | こまどり姉妹の巻               |                             |
| 5      | 7月6日   | 山田太郎の巻                   |                             |
| 6      | 7月13日  | 森進一の巻                     |                             |
| 7      | 7月20日  | 三田明の巻                     |                             |
| 8      | 8月3日   | チャンピオン大会               |                             |
| 9      | 8月10日  | 三橋美智也の巻                 |                             |
| 10     | 8月17日  | 村田英雄の巻                   |                             |
| 11     | 8月24日  | 布施明の巻                     |                             |
| 12     | 8月31日  | 水前寺清子の巻                 |                             |
| 13     | 9月7日   | 山本リンダの巻                 |                             |
| 14     | 9月14日  | 水原弘の巻                     |                             |
| 15     | 9月21日  | 倍賞千恵子の巻                 |                             |
| 16     | 9月28日  | チャンピオン大会               | ここまで木曜19:00枠での放送 |
| 17     | 10月6日  | 園まりの巻                     | ここから金曜19:00枠での放送 |
| 18     | 10月13日 | 舟木一夫の巻                   |                             |
| 19     | 10月20日 | 東京ぼん太の巻                 |                             |
| 20     | 10月27日 | フランク永井の巻               |                             |
| 21     | 11月3日  | 都はるみの巻                   |                             |
| 22     | 11月10日 | 三沢あけみの巻                 |                             |
| 23     | 11月17日 | 伊東ゆかりの巻                 |                             |
| 24     | 11月24日 | ヴィレッジ・シンガーズの巻     |                             |
| 25     | 12月1日  | 吉永小百合の巻                 |                             |
| 26     | 12月8日  | ザ・タイガースの巻             |                             |
| 27     | 12月15日 | ザ・ピーナッツの巻             |                             |
| 28     | 12月22日 | バーブ佐竹の巻                 |                             |
| 29     | 12月29日 | ザ・スパイダースの巻           |                             |
| 1968年 |          |                                |                             |
| 30     | 1月5日   | 三波春夫の巻                   |                             |
| 31     | 1月12日  | 坂本九の巻                     |                             |
| 32     | 1月19日  | 黛ジュンの巻                   |                             |
| 33     | 1月26日  | 黒沢明とロス・プリモスの巻     |                             |
| 34     | 2月2日   | 菅原洋一の巻                   |                             |
| 35     | 2月9日   | 北島三郎の巻                   |                             |
| 36     | 2月16日  | 奥村チヨの巻                   |                             |
| 37     | 2月23日  | 永井秀和の巻                   |                             |
| 38     | 3月1日   | 橋幸夫の巻                     |                             |
| 39     | 3月8日   | ザ・フォーク・クルセダーズの巻 |                             |
| 40     | 3月15日  | ブルーコメッツ特集             |                             |
| 41     | 3月22日  | 佐良直美の巻                   |                             |
| 42     | 3月29日  | ザ・ダーツの巻                 |                             |

参考：『読売新聞縮刷版』読売新聞社、1967年6月8日 - 1968年3月29日付のラジオ・テレビ欄。